# Jimmy Lai
Lai Chee-Ying (xinès: 黎智英), més conegut com a Jimmy Lai (Guangdong, 1947) és un empresari, emprenedor i activista polític de Hong Kong.
Fundador de l'empresa minorista tèxtil, de roba i complements, Giordano, i també de Next Digital (anteriorment Next Media), una empresa de mitjans de comunicació a Hong Kong i un grup mediàtic en llengua xinesa, és un dels principals col·laboradors del "camp prodemocràcia" a Hong Kong, especialment al Partit Demòcratic.
El febrer del 2020, la policia xinesa el va detenir amb la intenció de presentar càrrecs en contra seva per haver participat en una reunió no autoritzada a favor del sufragi universal l'agost d'aquest mateix any, en plena onada de manifestacions contra el govern de Hong Kong, que es va acabar convertint en un dels dies més agitats de tot el període de les mobilitzacions. Malgrat que Lai està mig retirat de l'activitat pública, encara exercia un paper de guia i mentor per a reporters occidentals i joves opositors. La Xina considera que la seva influència continua essent extraordinària fins al punt d'haver mantingut reunions amb el vicepresident dels Estats Units, Mike Pence.